# Сафарян, Сурен Саркисович
Сурен Саркисович Сафарян (арм. Սուրեն Սարգսի Սաֆարյան, 21 августа 1923, Баку — 22 апреля 1988, Ереван) — армянский советский живописец. Член Союза Художников СССР. Заслуженный деятель искусств Армянской ССР.

## Биография
Родился в 1923 году в Баку. Отец, Саркис Сафарян (1898—1975), также был художником, одним из создателей киностудии «Арменфильм».
Желая получить художественное образование, в 1938 году Сурен поступил в Ереванское художественное училище. Образование прервала Великая Отечественная война: выпуск из училища совпал с её началом, продолжить учиться не пришлось. В 1942 году он был призван в армию.
Сафарян — участник Великой Отечественной войны, был связистом, получил ранение в левую руку при форсировании Днепра. Пройдя войну до самого конца, Сафарян определил свою творческую тему — создавать художественные произведения о простых людях с храбрым сердцем и героической преданностью родине, о мире, любви к жизни и ближним, заменив батальне сцены образом человека, достойно проявляющего себя в тяжёлые дни.
После войны С. Сафарян окончил живописный факультет Ереванского художественного института, дипломная работа «Подвиг Унана Аветисяна».
Занимаясь собственным художественный творчеством, преподавал сначала в Художественном училище им. Ф. Терлемезяна, затем в Ереванском художественно-театральном институте, в 1976 году возглавил институте кафедру рисунка, с 1978 года профессор. С 1969 по 1985 год возглавлял Союз художников Армении.
В своём творчестве обращался к теме исторической судьбы человека во времени, и армянского народа в целом: «За будущее» (1960), «Саят-Нова» (1963), «Саят-Нова» (1963). «Трагедия Татева» (1967), «Танец гор» (1972), «Древние памятники» (1973), «Треугольные буквы» (1980). Создал портреты «Егише Чаренц» (1959), «Рыбак Аршак» (1960), «Автопортрет» (1979), «Партизан Манукян» (1966), «Сикейрос в Армении» (1973). Участник многочисленных выставок республиканского и всесоюзного масштаба, конкурсов, на которых удостаивался наград. Работы Сафаряна хранятся в Национальной галерее Армении, Третьяковской галерее в Москве и Художественном музее народов Востока.

## Память

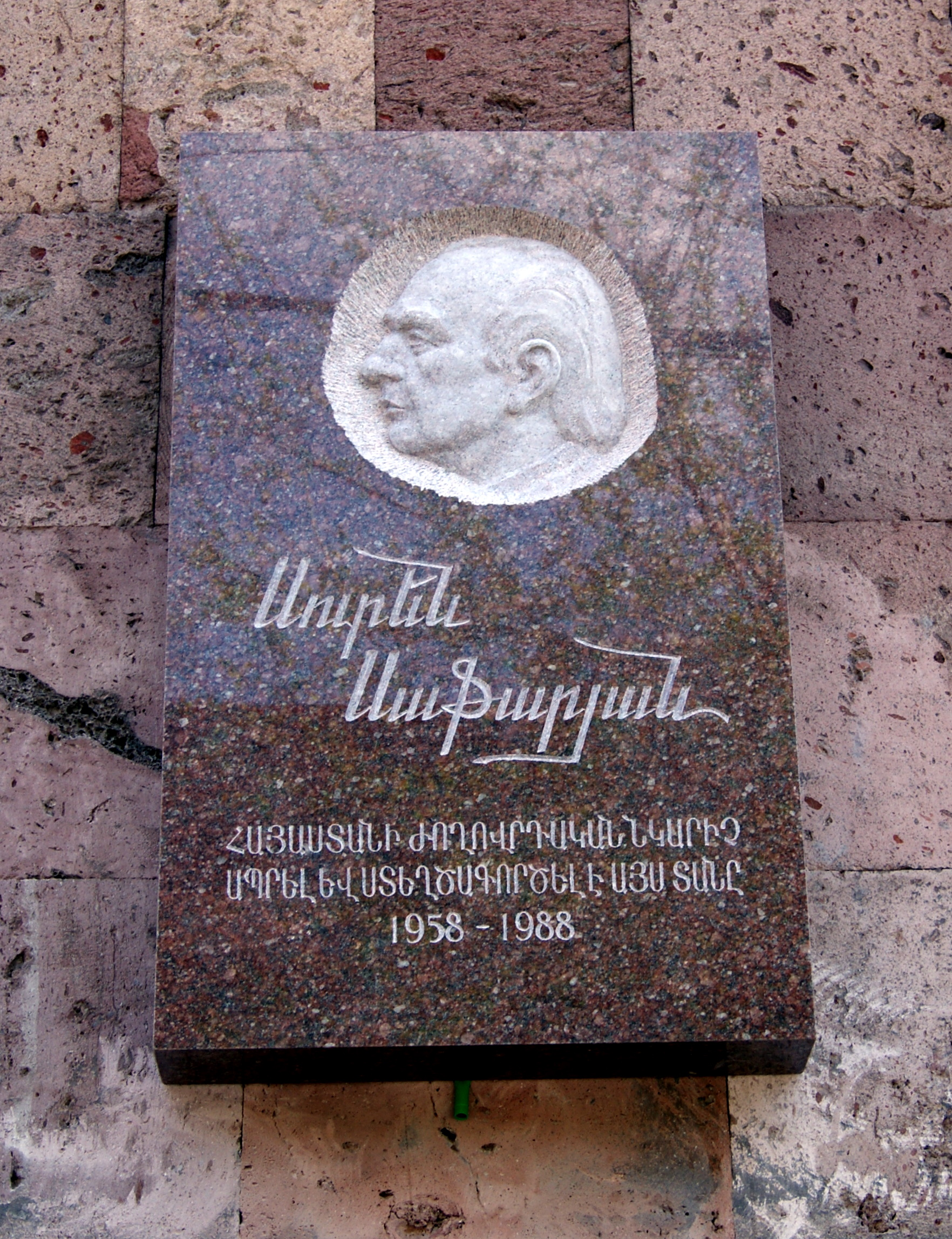
Мемориальная доска С. Сафаряну в Ереване

На доме, где жил Сурен Сафарян в Ереване (ул. Киевян, д. 24), установлена мемориальная доска.
100-летие со дня рождения художника широко отмечалось в Армении